# Fatafehi Tuʻipelehake
Le prince Fatafehi Tuʻipelehake (né Sione Ngū Manumataongo le 7 janvier 1922 ; mort le 10 avril 1999 à Auckland) est un homme politique tongien, membre de la famille royale. Il est Premier ministre des Tonga de 1965 à 1991.

## Biographie
Il nait en janvier 1922, troisième fils de la reine Sālote Tupou III et du prince Viliami Tupoulahi Tungi. Il fait ses études en Australie, au Newington College, une école méthodiste à Sydney, puis au Gatton Agricultural College dans le Queensland. En 1944, la reine lui attribue le titre de Tuʻipelehake, l'un des trente-trois titres de la noblesse tongienne. En 1947, il épouse Melenaite Topou Moheofo, avec qui il a deux fils et quatre filles. En 1949, la reine le nomme gouverneur de Vavaʻu.
Son frère aîné, Tupoutoʻa Tungi, devient le roi Taufaʻahau Tupou IV au décès de leur mère en 1965, et nomme son frère au poste de Premier ministre ; Tupoutoʻa Tungi a lui-même exercé la fonction de Premier ministre jusqu'alors. Tuʻipelehake exerce cette fonction pendant un quart de siècle — plus longtemps que tout autre Premier ministre tongien à ce jour — avant de démissionner pour raisons de santé en août 1991. (Il y a bien des élections législatives aux Tonga, mais, avant 2010, celles-ci ne déterminent pas la nomination du Premier ministre. Celui-ci est nommé par le roi selon son bon plaisir.).
En 1966, il est nommé commandeur de l'ordre de l'Empire britannique. En 1977, il est nommé chevalier commandeur de cet ordre (KBE).
À la suite de son décès, son fils ʻUluvalu Ngu Takeivulai lui succède au titre de Tuʻipelehake.